# Крушение поезда

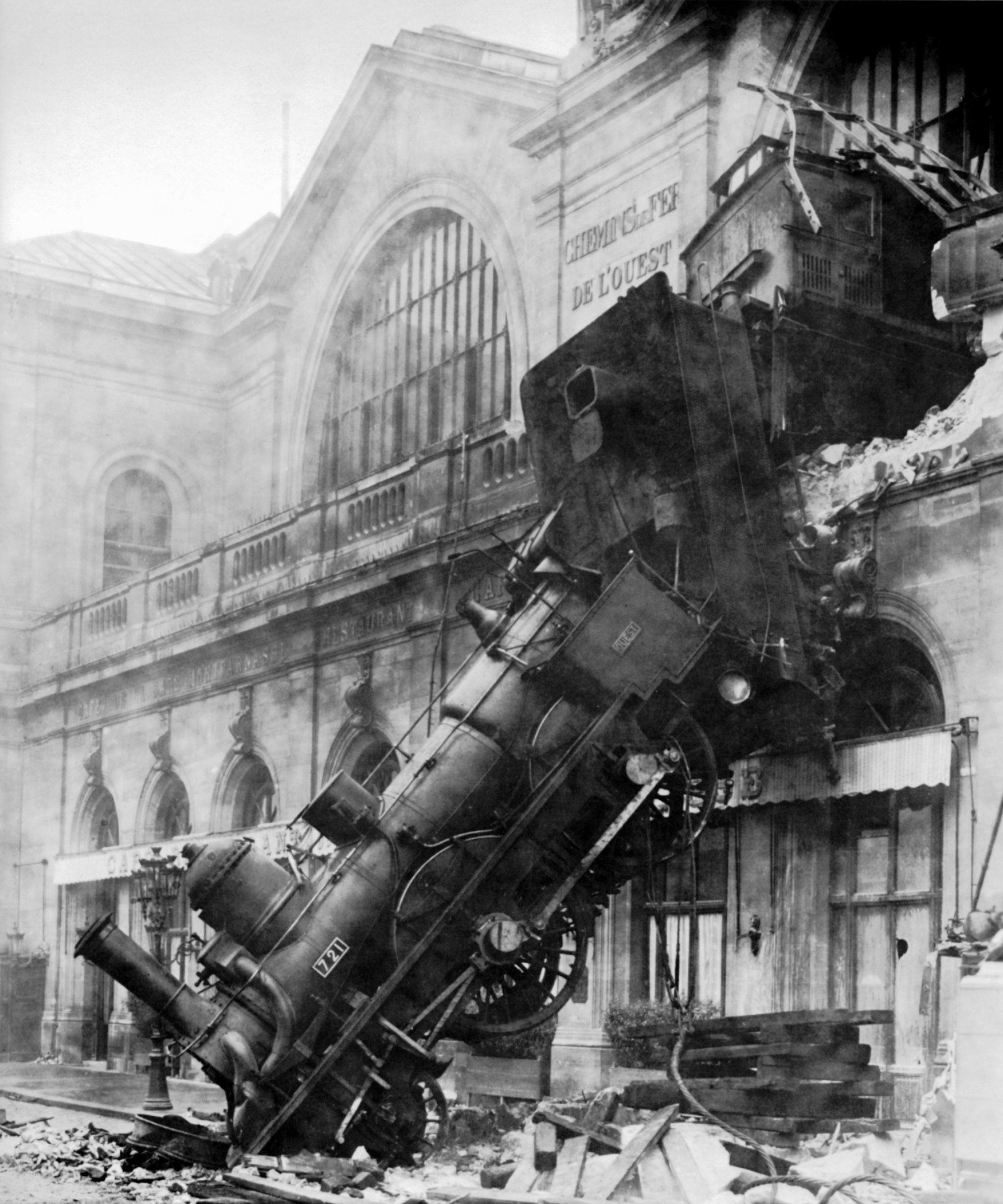
Крушение поезда на парижской станции Монпарнас в 1895 году

Крушение поезда за станцией «Парк Победы» Арбатско-Покровской линии Московского метрополитена в 2014 году

Круше́ние по́езда — транспортное происшествие, возникшее при движении поездов или во время маневровой работы вследствие опасных отказов технических средств железнодорожного транспорта, ошибок членов локомотивных бригад, железнодорожного персонала служб обеспечения и управления движением, недопустимых внешних воздействий, в результате которого разрушена (разбита до состояния исключения из инвентаря) хотя бы одна единица подвижного состава (вагон или локомотив). Если при этом погиб или получил ранение хотя бы один человек из числа пассажиров, железнодорожного персонала или посторонних лиц, то это рассматривают как крушение поезда с пострадавшими.

## Фотографии

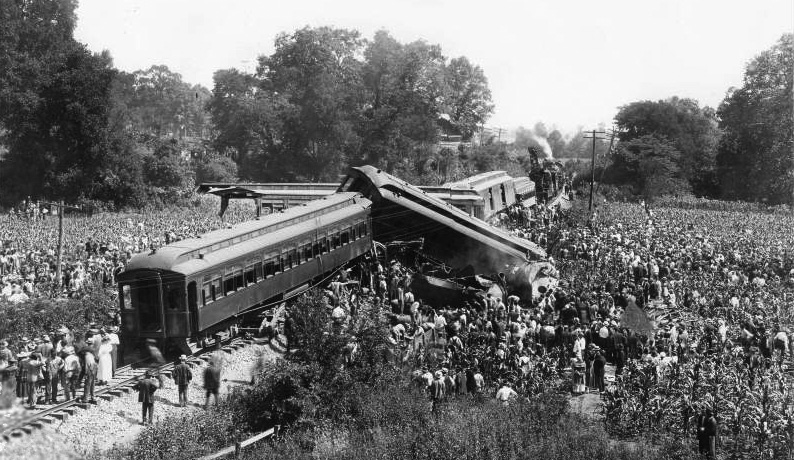
Крушение в Нашвилле, 1918 год
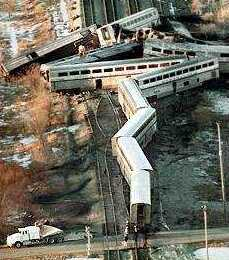
Крушение в Борбоннаисе, Иллинойс, 15 марта 1999 года